# 中国中心主义

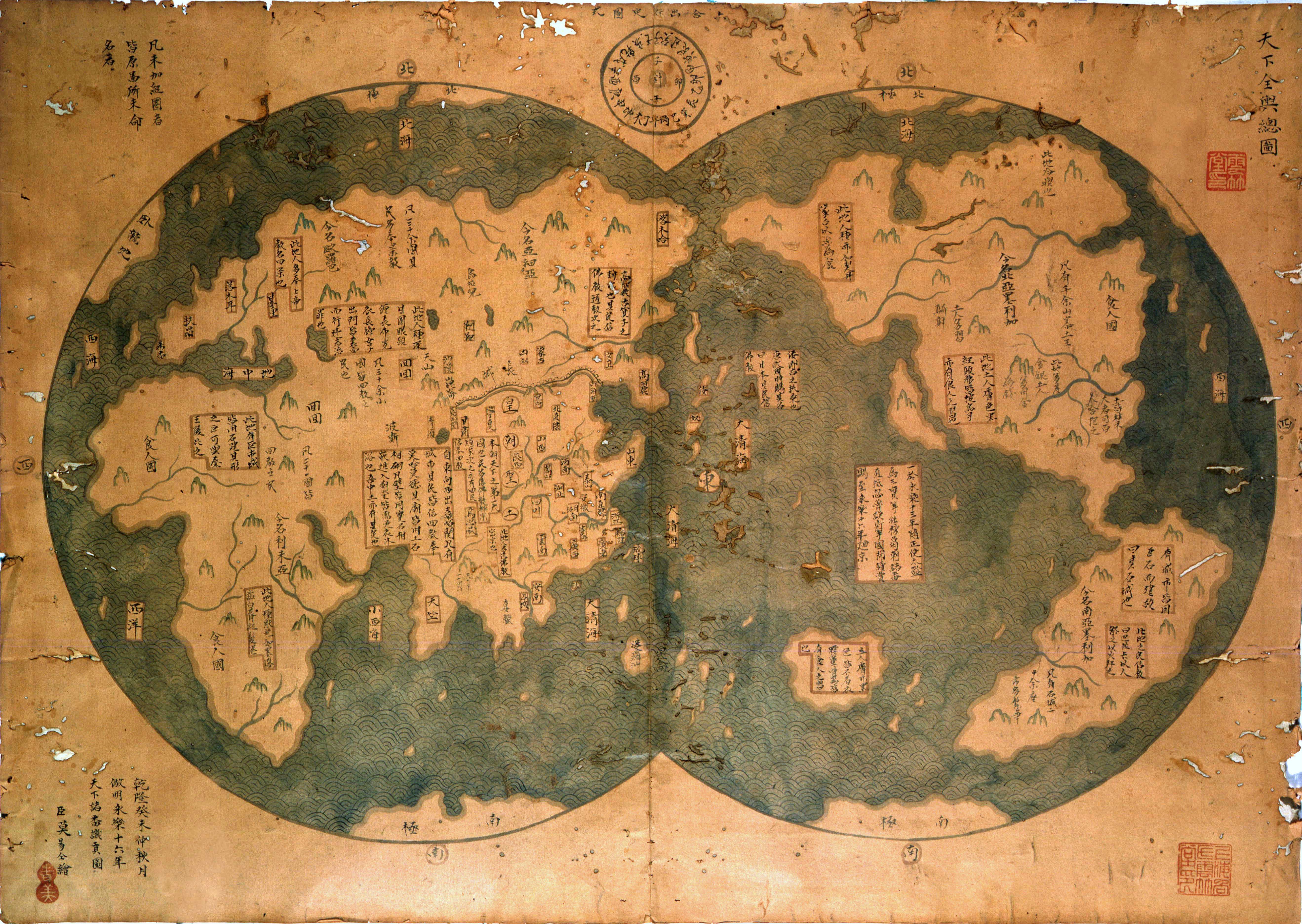
將中國置於中央的世界地圖（《天下全輿總圖》）。

四夷表示圖

中國中心主義（英語：Sinocentrism）或稱天朝主義，是認為「中國」（包括古代地理概念上的中國以及當今現代國家概念上的中國）是世界的文明中心的一種概念，是中國古代的一種世界觀。古代汉文化圈亦以中国礼仪风俗、国家制度、道德标准作为文明的标准，而这一概念直到晚清被西方列強強行打開國門才被推翻。在中世纪时期，很多民族與中國一樣都具有文化中心主義的表現。
在政治方面，中國中心主義是中國歷代王朝對外關係的核心。在古代至近代典籍中出现的词如“中国”“中华”“中土”“四海”“四夷”也属于某种意义上的中国中心主义。中原人聚居的區域為世界中央，而華夏之外的民族被稱為「化外之民」或者「蠻夷」（史稱「四夷」，即東夷、南蠻、西戎、北狄）。在该理想主义下，中國的帝王是天子，中國的王朝是「天朝」或「上國」，而其他民族和中國的關係是貢國和屬國的關係，其首領只能被稱為王。在東亞歷史中，除游牧民族组织的部落制国家，很少有周边小国能挑戰中國在東亞外交的統治地位的例子。
在此體系中，歷代王朝皆自視為文明的中心。自中心向外輻射，依照“開化”程度的不同，存在着不同的層級。依次包括：世居其地，為國守疆的番、苗、夷及地方土司；代守門戶、納貢稱臣的藩屬；藩屬之外乃化外之地，其人是化外之民。

## 地理的中國中心主义
中國，在夏商周三朝指洛陽地區，以至于“昔三代之居皆在河洛之间”。大禹以高山和洛阳一带作为地理和行政中心，将东亚大陆划成九块，号称赤縣神州（即後來的漢族地區）。《禹贡》九州，豫州居中。洛阳位于中原的中部，洛阳于是同中国常常可以互换。洛阳作为周朝國都的中心區域，是從周成王時周公和召公營建雒邑以後開始的。而在周武王時，周朝國家在東部地區建立其政治中心的意圖已經形成了。何尊：唯武王既克大邑商，則廷告于天，曰：“余其宅茲中國，自兹乂民。”以洛邑(今洛阳)为地理核心的伊洛地区可以说是中国古代的“天下之中”。故“河洛”之词来源于地理位置“居天下之中”的“九州腹地”──洛阳。古河洛地区以洛阳盆地为中心，西至潼关、华阴，东至荥阳、开封，南至汝、颖之间，北跨黄河至晋南、济源一带，地理范围是北纬34°至35°、东经110°至114°之间的地区，境内西为秦岭与关中平原，连西域，东为豫东大平原，接齐鲁，南为外方山、伏牛山，达江淮，北为黄河天险，通幽燕。西晋左思在《蜀都赋》中这样描述洛阳“崤函有帝皇之宅，河洛为王者之里”。
此外，諸侯國與中国的關係是有一套規則來維繫的。根據《尙書·禹貢篇》所載，古代以王都爲中心，將王畿以外的地方，由近而遠，分爲五服，每服五百里，依次爲：甸服、侯服、綏服、要服、荒服。《国语·周语》记载，周穆王时祭公谋父曾阐发过“五服”说：“先王之制，邦内甸服，邦外侯服，侯卫宾服，夷蛮要服，戎狄荒服。甸服者祭，侯服者祀，賓服者享，要服者貢，荒服者王。”服，是服事王朝的意思。以王都為中心劃分，方圓千里之內名甸服。甸服之外，每五百里為一服，依次為侯服、綏服、要服、荒服。甸服逼近王畿，由天子直接管轄，属于文明地带。其余则依地理远近，由亲到疏，属于半文明地带或野蛮地区。各朝各代虽然五服、九服的具体内容有修正，但朝贡关系没有变过。《周禮》设職方氏掌四夷、八蠻、七閩、九貉、五戎、六狄之人。
曾經被中國統治千年的越南的名字由清朝皇帝命名，其詞源自中文的「百越之南」，是以和中國南部之間的地理位置來命名。朝鲜的名字也是明朝皇帝所赐予。

## 文化的中国中心主义

### 起源
周朝的制度受到孔子的推崇，周礼治国因而成为中国国家制度的代称，并延伸出文化上的中国中心主义。子曰：“夷狄之有君，不如诸夏之亡也”。 论语正义曰：此章言中国礼义之盛，而夷狄无也。举夷狄，则戎蛮可知。诸夏，中国也。亡，无也。言夷狄虽有君长而无礼义，中国虽偶无君，若周、召共和之年，而礼义不废，故曰：“夷狄之有君，不如诸夏之亡也。”所以程颐亦曰：“礼一失则为夷狄，再失则为禽兽。圣人恐人之入夷狄也，故《春秋》之法极谨严，所以谨严者，华夷之辨尤切切也。
齐桓公宰相管仲倡“尊王攘夷”，孔子褒扬他，曰：“管仲相桓公，霸诸侯，一匡天下，民到于今受其赐。微管仲，吾其被发左衽矣。”（《论语·宪问》）。孔子又说：“夷狄之有君，不如诸夏之亡也。”（《论语‧八佾》）强调夷狄即使有国君，但不明礼义，还不如诸夏即便国君亡了，但仍保有礼义。孔子作春秋大义，提倡华夷之辨，只以文化礼义作量度。如楚国自称蛮夷，其后文明日进，中原诸侯与之会盟，则不复以蛮夷视之；而郑国本为诸夏，如行为不合义礼，亦视为夷狄。若夷狄向慕中国，能行礼义，则褒扬而进之。

### 民族
在文化方面，中國中心主義表現為因為汉族歷史悠久，長期是文明中心，對鄰近國家和民族的發展影響巨大，所以該觀念持有者認為其他國家、民族的文化次於中國，極端者甚至拒絕承認其他文化的價值。
《全唐文》中程晏的《内夷檄》：四夷之民长有重译而至，慕中华之仁义忠信，虽身出异域，能驰心于华，吾不谓之夷矣。中国之民长有倔强王化，忘弃仁义忠信，虽身出于华，反窜心于夷，吾不谓之华矣。岂止华其名谓之华，夷其名谓之夷邪？华其名有夷其心者，夷其名有华其心者，是知弃仁义忠信于中国者，即为中国之夷矣，不待四夷之侵我也，有悖命中国，专倨不王，弃彼仁义忠信，则不可与人伦齿，岂不为中国之夷乎？四夷内向，乐我仁义忠信，愿为人伦齿者，岂不为四夷之华乎？记吾言者，夷其名尚不为夷矣，华其名反不如夷其名者也。”，文中的「中華」在當時是指漢族，「內夷」是指臣屬唐朝的非漢民族。
钱穆认为：“在古代观念上，四夷和诸夏实在有一个分别的标准，这个标准，不是‘血统’而是‘文化’。所谓‘诸侯用夷礼则夷之，夷狄进于中国则中国之’，此即是以文化为华夷分别之明证，这里所谓文化，具体言之，则只是一种‘生活习惯和政治方式’”。然而到了宋代，由于与北方异族王朝对立的局面，传统中国的华夷观念发生了转变，“士大夫知识阶层关于天下、中国与四夷的观念主流，也从普天之下莫非王土的天下主义，转化为自我想象的民族主义”，对于异族的抵制表现为对固有文明的阐扬和夸张，如历史学上的“正统论”和儒学中的“攘夷论”，“都在从各种角度突显着，或者说是重新建构着汉族中心的文明边界，拒斥着异族或者说异端文明的入侵和渗透”。
以中国文化为中心主要表现在服饰、习俗、饮食、言语几个方面。

### 服饰
中华世界重衣冠礼仪，《春秋左传正义·定公十年》：“中国有礼仪之大，故称夏；有服章之美，谓之华”。《周易·系辞下》记载“黄帝、尧、舜垂衣裳而天下治”。周公制周礼而治天下，被儒家尊为圣人。衣冠、礼仪往往用来代指文明。汉服为以中原汉民为基础的汉族的传统服饰。有所谓：黄帝制衣，交领右衽。右衽成为华夷之别的标准之一，中原汉服领子都是右衽的。
- 汉服交领右衽
- 韩服交领右衽
- 和服交领右衽

### 习俗
漢字文化圈都遵循中國的夏曆及其歲時祭享之俗。中国的曆法，是从夏朝開始的，所以又叫夏曆。中國以正月為歲首源自“行夏之時”是儒家的治國要義和神道設教的深意，可謂傳承先聖之天時要義。歲時曆法見於《禮記·月令》、《吕氏春秋·十二紀》、《管子·幼宮》、《淮南子·時則訓》。《禮記·月令》既反映了其编定成书以前有关的岁时民俗，也是成书以后的岁时民俗的直接源头。中國的歲時、歲事、月令、時令在日本被稱為“年中行事”或者“名節”，在韓國稱為“歲時風俗”。江戶時代齋藤月岑著有《東都歳事記》，朝鮮時代柳得恭著有《京都雜志（경도잡지）》（1800年前後）、金邁淳著《洌陽歳時記（열양세시기）》（1819年）、洪錫謨著《東国歳時記（동국세시기）》（1840年前後），其中多引用中國古典，仿宋朝故事，慕華思想深厚。
汉文化圈各國皆遵循共同的婚禮六禮，即纳采、问名、纳吉、纳征、请期、亲迎。纳采就是求婚，问名为请教女子的姓名（同姓不婚之故），纳吉为占卜生辰八字是否合适，纳征为交纳彩礼，请期为确定迎亲日期，亲迎为迎接新娘。
- 汉族官服婚礼汉族官服婚礼
- 韩国官服婚礼

### 制度
律令制盛行於東亞的國家政體，源於中國儒、法家思想。隋唐為最盛期，也在當時傳入朝鮮、日本、越南以及东亚诸国。東亞諸國將中國的律令制度引入，加以修正符合本國國情，先後成為律令制的國家。西元373年，朝鮮半島的高句麗頒行律令，新羅則在西元520年也實行律令。日本的律令制自大化改新開始推出並實施，像学令和医疾令等高度的中国文明之有系统地移植。
- 中國明朝朝廷
- 日本朝廷
- 朝鲜朝廷
- 琉球朝廷

### 语言
歷史上，汉文化圈诸国在正式場合主要使用正體漢字，以雅言为正统。汉语汉字承载着博大精深的汉文化，不同程度地对朝鲜、日本、越南等域外国家语言文字产生了影响，使他们能夠直接使用漢字，可以直接學習中國的文化典籍，並模仿中國的文化典籍，創作了本族的文化典籍。甲午战争前，朝鲜的重要历史文化典籍，基本上都是用汉字记载的。直到 1945 年朝鲜半岛南北方的报刊、政府文书仍然是韩、汉文字混用，并且大约一半是方块汉字。朝鲜半岛光复后，为了强化韩文，韩国自动脱离了汉字文化圈，废止汉字的使用。日本最早的书籍，比如《古事记》等书都是用汉文写的，他们借用汉字表现自己的语言，经历了一个由音、义全盘借用到只借用音或训的过程。

### 拒斥外教
宋代，孙复的弟子石介写的《怪说》《中国论》《辨惑》《读原道》《尊韩》等一系列专门的文章，抨击佛道二教以"妖妄怪说"破坏儒家的圣贤之道，主张严辨中国与夷、狄之界限，认为中国者，君臣自立，礼乐自作，衣冠自出，冠婚祭祀自用，缞麻丧泣所自制也，果菔菜茹所自殖也，稻麻黍稷所自有也。欧阳修则在《本论》中抨击佛教破坏人伦纲纪，妨碍社会经济，造就了一大批坐食之徒。
明末耶稣会入华之后，激起以中国道德为中心的士大夫的反抗。明末在中国发生的基督宗教（基督新教、天主教耶稣会）和中国本土宗教哲学，尤其是与明清佛教之间的对话，其历时之久、规模之大、 涉及问题之多、论辩之激烈、影响之深远。这次论辩集结了三部作品，分别为：费隐通容编《原道辟邪说》（1636）、徐昌治编《圣朝破邪集》（1639）和钟始声编《辟邪集》（1643）。儒者陈侯光的《破邪集·辨学刍言自叙》论曰：“孔子之道如日中天，大西何能为翳，惟夷教乱华，煽或浸众，恐闲先圣者，必愤而不能默也。”另外一个儒士张广恬则在《破邪集·辟邪摘要略议》一文中写到：“我太祖扫清邪氛，混一寰宇，开大明于中天，四夷莫不宾服，威令行于天下矣。然国中敦秉伦，独尊孔孟之学，凡在摄化之区，无不建立素王之庙，诚万世不易之教道也。近有外夷自称天主教者，言从欧罗巴来，已非向所臣属之国，然其不奉召而至，潜入我国中，公然欲以彼国之邪教，移我华夏之民风，是敢以夷变夏者也。”崇祯年间的儒家大学者颜茂猷在《破邪集·明朝辟邪集序》中表达了儒释道三教的共识：“粤自开辟以还，三教并兴，治世、治心、治身之事，不容减、亦不容增也。何僻而奸夷，妄尊耶于尧舜周孔之上，斥佛、菩萨、神仙为魔鬼，其错谬幻惑固已辗然足笑。”
《破邪集·为翼邪者言》云：“独奈何夷族之讲求瞻礼者，我中国之章绝也，夷书之撰文辑序者，我中国之翰墨也，夷类之设为景教堂者，我中国之画轩华栋也。迁乔入幽，用夷变夏，噫嘻嗟哉！是尚可忍言也？今试执三尺之童，而绐之曰：汝何不拜犬豕？童子犹耻不受，而况以堂堂须眉欢渎夷祀，亭亭胫骨曲折夷徒！设或身遭其毒，便自焦胃溃肠，又凡百君子所宜严闲焉。如火之燃，如川之沸，如狼魅之暴者也。”

### 衰落
中國佔據統治地位的東亞外交系統在清朝末期逐漸衰落，清末一系列對外戰爭的失敗導致中國中心主義論點受到了極大的挑戰，這一狀況導致了1861年開始的洋務運動以及之後的戊戌變法。
中國自近世開始和西方國家差距越來越大，令中國人質疑中國文化的優越性。魏源指出“善师四夷者，能制四夷；不善师外夷者，外夷制之”。新文化运动以降，有學者主張全盤西化，中國民族主義也從強調中國的優越演變為五四運動時候的爭取國家平等、尊嚴和權利。

### 復興
中華人民共和國1949年10月1日成立後，為了打破美蘇的外交壁壘，周恩來提出和平共處五項原則，作為外交方針。官方一度不強調中國中心主義，改以求同存異和平等互助的性質，積極與周邊國家發展經濟合作和平等的外交關係。但自習近平上任后，重新提倡中國民族主義，通過推動一帶一路等基建項目，強調中國模式的優越性，和西方國家尤其美國爭奪世界霸權。

## 古代周圍地区的中心主义

### 日本和朝鲜
在相当长的时间里，东亚诸国都曾以中国文化为典范和楷模。朝鲜和日本之间的各种交往，政治的、礼仪的、文化的交往，所有的标准，包括文雅、礼仪、名分、风俗，作为价值的好坏是非标准，都来自传统中国。日韩“文化间的比赛”，说的就是同一时间里不同国家，也在文化上要彼此较量。朝鲜和日本之间就常有这样的比赛。文化比赛也是个“文战”，这个文化比赛上的裁判是传统中国文化。用传统中国的习惯，来比赛诗、书、画谁的更好，礼仪谁更符合规矩，衣冠服饰谁的更有古老渊源。
在一些東亞國家和民族個性的形成過程中，和中國的關係極為重要。日本聖德太子在給隋煬帝的信中寫道：「日出之處天子致日落之處天子無恙」，這也成為日本國名的由來。日本的传统区划也参考中国故事分为了北海道、东北、关东、中部、近畿、中国地方、四国、九州八个地区。在描寫日本古代神話與天皇家系的《古事記》與《日本書紀》中，將出雲國地區稱作葦原中國，簡稱中津國、中國。
满清侵佔中原以后，漢文化的核心凝聚力被滿人逐步削弱，日本朝鲜视作“华夷变态”。山鹿素行将日本称为“中朝”或“中华”，要日本以神道和華夷思想来立国。其依据为《日本书纪》，书中言道：本朝正当天之正道，得地之中国。中国，北据高山，南窥大海，山海之间，平原开阔，河海可用。因此，中国漕运便利，往来如一家，没有互相敌对，制度文物发达，没有必要设长城而防夷狄，也不可能为夷狄所征服。而外朝更迭频繁，有几次还是夷狄入侵为王。春秋时代二百四十余年，期间，臣下起而弑君者，竟有二十五次。唯有我中国，自开国以来以至于今日，天之神以来的皇统未曾变过，弑天皇之叛逆没有几次，被夷狄入侵之事，无论如何也不可能有。他主张日本天皇“可至万世而为君”，“神神相生、圣皇连绵”，“与天地无穷”以便维护万世一系的“国体”。吉田松阴继承了山鹿素行的观点，在批判中国式的华夷之辨的同时，又宣扬日本式的华夷之辨。水户学的集大成者会泽正志斋撰《国体》《形势》《虏情》《守御》《长计》五篇，以儒教为中心，宣扬「日本中心主义」，坚决反对改朝换代。
素来视中国为上国的朝鲜，在作为蛮夷的满人入主中原以降，追悼作为汉人政权的大明，自诩继承了大明的遗志，以光复大明为主要目标，仇视满清政权，其根据是朝鲜王朝《成宗实录》称：“吾东方自箕子以来，教化大行，男有烈士之风，女有贞正之俗，史称小中华”。 在明朝灭亡后朝鲜一方面屈服于大清的天威，另一方面私下里称清朝的皇帝为“胡皇”，称清朝的使臣为“虏使”，继续沿用大明年号，民间更甚，有“虽下贱无书清国年号者”的说法，并由此发展出「小中华主义」。